# Tofsö

Tofsö är en by i Västerljungs socken, Trosa kommun.
Byn omtalas i skriftliga handlingar första gången 1576. Tofsö består idag av två gårdar, Stora och Lilla Tofsö. Vid Stora Tofsö märks främst manbyggnaden, som är en parstuga som byggts samman med andra hus. Vid Lilla Tofsö finns även en äldre parstuga, troligen från 1700-talet. Vid sjön finns två timrade sjöbodar, den ena med bevarat vasstak.
I närheten har fritidshus uppförts och i naturhamnen i viken invid byn har anlagts bryggor för fritidsbåtar.
Inom fritidsområdet finns ett litet café och delibutik.